# Rocker (subcultuur)

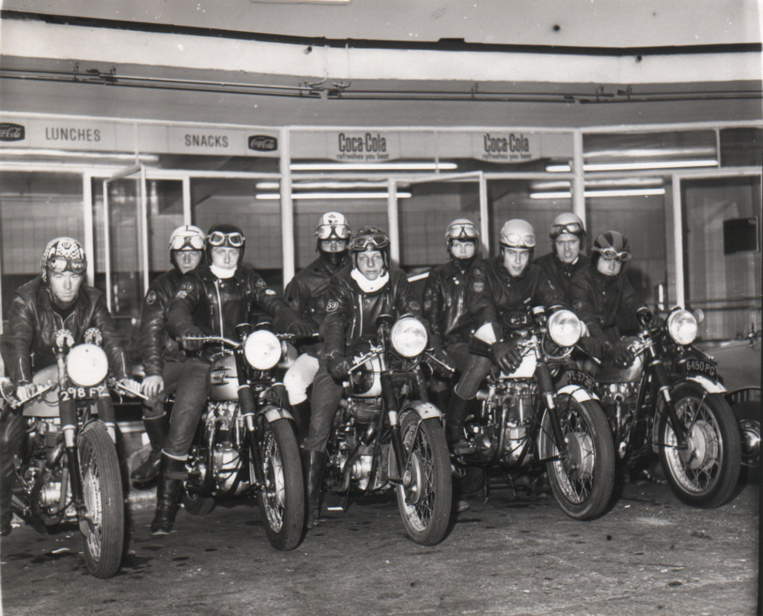
Rockers bij het 'Busy Bee Café', jaren zestig, Watford, Engeland

Een rocker is een lid van een subcultuur die in het Verenigd Koninkrijk van de jaren vijftig opkwam. Deze subcultuur concentreerde zich hoofdzakelijk rondom het motorrijden en rock-'n-rollmuziek. Andere bijnamen zijn leather boy, ton-up boy of het spottende Coffee Bar Cowboy. Rond 1965 werd ook de term greaser geïntroduceerd en sindsdien zijn de termen greaser en rocker synoniem geworden.

## Ontstaan

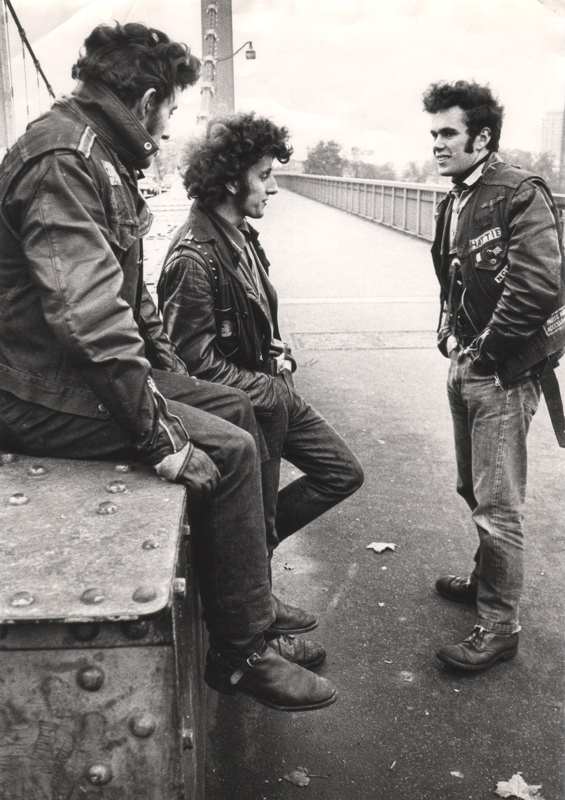
Rockers op de Chelsea Bridge in Londen

Voor de Tweede Wereldoorlog werd motorrijden als een prestigieuze bezigheid gezien en had het een positief imago dat met welvaart en succes geassocieerd werd. Toen vanaf de jaren vijftig het autorijden steeds meer binnen het bereik van de middenklasse kwam, werd de motor meer en meer gezien als een goedkope manier van transport.
Voor het ontstaan en de opkomst van de rockers is een aantal factoren aan te wijzen:
- de groeiende welvaart: jongeren uit de arbeidersklasse kregen meer inkomen en konden makkelijker geld lenen;
- de invloed van Amerikaanse films en muziek;
- de aanleg van meer geasfalteerde uitvalswegen en wegrestaurants;
- een piek in de fabricage van Britse motorfietsen.

In de jaren vijftig stonden de rockers bekend als "ton-up boys"; een ton doen was een uitdrukking voor sneller dan 100 mijl per uur (ongeveer 160 km per uur) rijden.
De rockers maakten het motorrijden tot een levensstijl, waarbij ze zich distantieerden van de gevestigde maatschappij. De subcultuur van de rockers werd geassocieerd met de rock-'n-rollmuziek uit de jaren vijftig en zestig met artiesten zoals Gene Vincent, Eddie Cochran en Chuck Berry.
Rockers zijn een typisch Brits fenomeen dat niet op het Europese vasteland te vinden is. De term rocker wordt op het Europese continent eerder met rock-'n-rollmuziek dan met motorrijden geassocieerd. De Teddy boys worden gezien als "spirituele voorouders" van de rockers.

## Karakteristieken

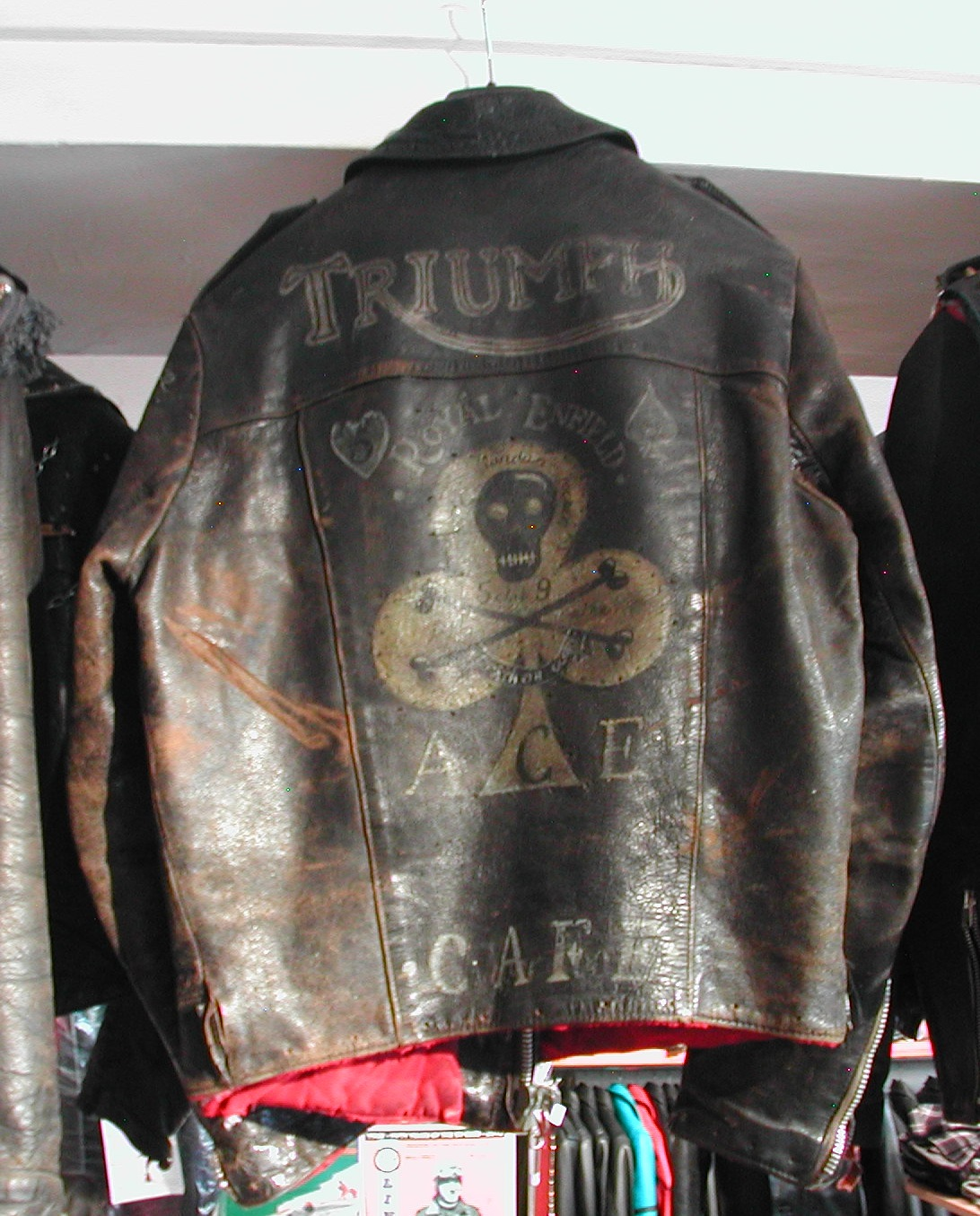
Lewis Leathers-motorjack met Ace Cafe-details

Rockers kochten vaak standaardmotoren en bouwden deze zelf om tot racemotoren, of iets wat daar op leek. Hun motoren waren niet in de eerste plaats voor vervoer bedoeld, maar vooral hun trots en een product van een risicovolle hobby. De kans om tijdens het motorrijden te overlijden werd gesymboliseerd door het gebruik van doodshoofden en gekruiste botten. Er werd geracet op de openbare weg en bekende verzamelplaatsen waren het Ace Cafe, de Chelsea Bridge tea stall, Ace of Spades, Busy Bee en Johnsons.
Rockers droegen zwaar gedecoreerde motorjacks met metalen studs en pins. Ook droegen ze badges. Een populaire badge was die van de 59-club, een kerkelijke jeugdorganisatie voor motorrijders. Populaire broeken waren leren broeken of jeans. Ze droegen hoge motorlaarzen en sokken die daar vaak bovenuit kwamen en om de randen heen geslagen werden. Indien een beschermende helm werd gedragen, wat niet vaak het geval was, dan was het meestal een pothelm met een vliegeniersbril. Vaak werd een witte sjaal gedragen om de mondstreek en hals te beschermen. Veel rockers hadden een vetkuif. Ze waren niet bepaald populair in de horeca omdat ze vaak stonken, vuil waren en bovenal als agressief bekendstonden. De Britse motorfietsindustrie bestempelde de rockers als een schande voor de motorrijders en de motorsport in het algemeen. Rockers waren vanouds fel gekant tegen recreatief drugsgebruik. Andere subculturen zoals de mods werden intens gehaat en geminacht vanwege hun vermeende drugsgebruik.

## Confrontaties met mods
In het Engeland van begin jaren zestig bestonden twee belangrijke subculturen: die van de mods en de rockers. De tegenstellingen tussen beide groepen werden uitvergroot en leidden na confrontaties tijdens een reeks vakantieweekends in een door de media gestuurde morele paniek. De rockers zagen de mods als verwijfde snobs die door kleding waren geobsedeerd. De rockers werden op hun beurt neergezet als primitief, sjofel, naïef en overdreven mannelijk.
In mei 1964 kwam het tot confrontaties tussen mods en rockers. De BBC berichtte dat mods en rockers gevangen werden gezet na rellen in Engelse badplaatsen zoals Margate, Brighton, Bournemouth en Clacton-on-Sea.
Deze confrontaties beschadigden het imago van de motorrijder in het Verenigd Koninkrijk. Door de aandacht in de media werd de motorrijdende jeugd algemeen bekend onder de term rockers, een term die voorheen slechts aan een beperkte groep voorbehouden was.

## Caféracers

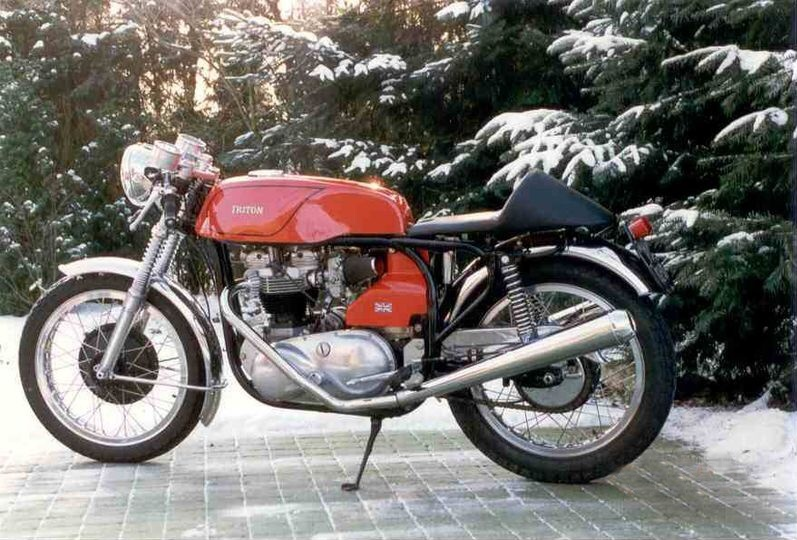
Een caféracer: de Triton met een Nortonframe en tweecilinder-Triumphmotor

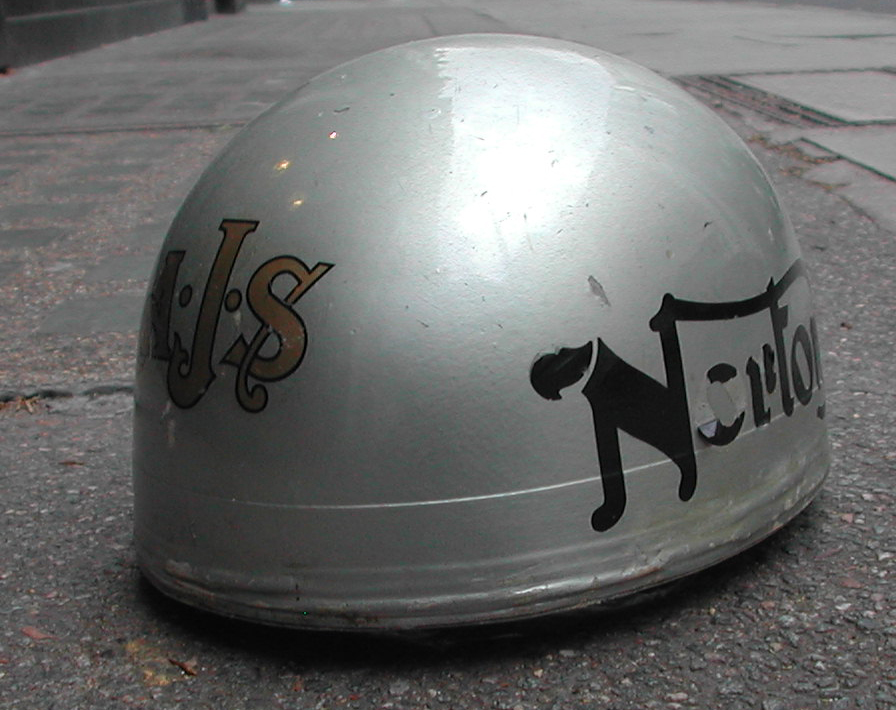
Pothelm

De term caféracer, uitgesproken als caff racer, ontstond in de jaren vijftig toen motorrijders vaak wegrestaurants (chauffeurscafés) bezochten die als startpunt voor hun tochten dienden. Een caféracer is een aangepaste motor, met verbeteringen die vooral op het gebied van snelheid en handelbaarheid liggen, en minder gericht op comfort.
Een karakteristieke caféracer heeft de volgende kenmerken: een eenpersoonsracezadel, een stuur met lage handvatten, een kleinere benzinetank en ingekorte uitlaten. Deze motoren zijn eenvoudig, licht en geschikt voor diverse wegsoorten. Een voorbeeld van een typische caféracer uit de hoogtijdagen van de rockers was de Triton ('Tri' van Triumph and 'ton' van Norton), die gebaseerd was op de Norton met featherbed frame, dat bekendstond om zijn goede wendbaarheid, waarop een Triumph Bonneville-motor gemonteerd was. Andere populaire merken waren BSA, Royal Enfield, Matchless en Vincent-HRD. Er waren ook bedrijven zoals Dunstall die zich met de ombouw van motoren bezighielden.

## Films en documentaires
- The Wild One
- The Leather Boys
- Look at Life: Behind the Ton-Up Boys
- Quadrophenia